# Івановський Дмитро Йосипович

## Біографія
Закінчив Петербурзький університет (1888). Асистент Ботанічної лабораторії Петербурзької АН (з 1890), приват-доцент Петербурзького (1895–1901), професор Варшавського (1901–1915) і Донського (з 1915) університетів.

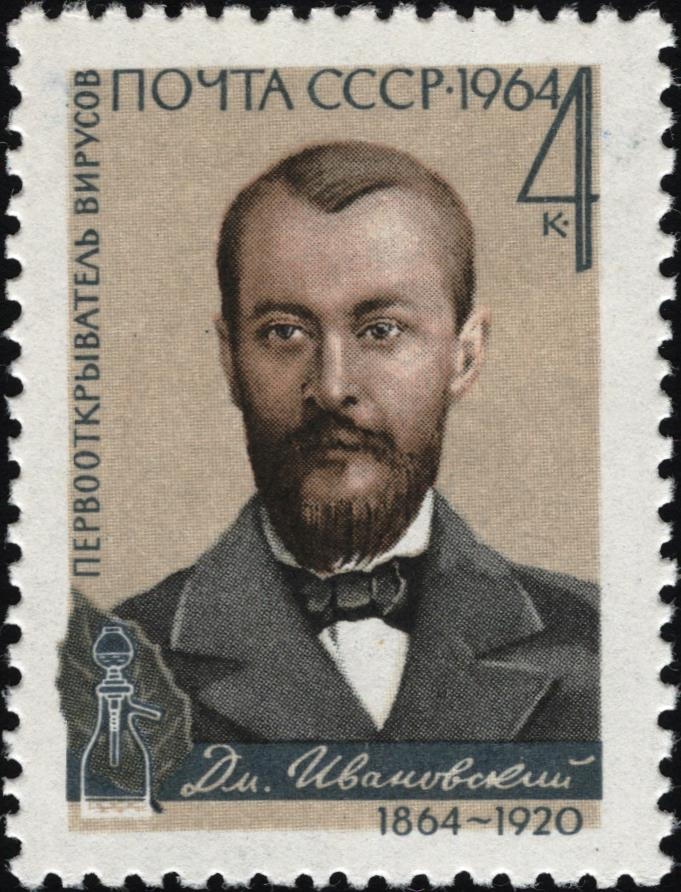
Д. Й. Івановський на поштовій марці СРСР, 1964,

## Творчий доробок
У 1887 почав вивчення захворювань тютюну на території Бессарабії і України (Нікітський ботанічний сад). Вивчав хворобу рослин тютюну, яку українські селяни називали «рябуха». Встановив (1892), що її збудник, на відміну від бактерій, не розрізняється у мікроскоп, проходить через порцеляновий фільтр і не росте у живильних середовищах. Виявив у клітинах хворих рослин кристалічні включення («кристали Івановського»), — таким чином відкрив особливий світ збудників захворювань, які згодом назвали вірусами.
Зародження вірусології, відкриття Д.Івановського
Завдяки Д.Івановському наука про віруси — вірусологія має точну дату народження — 12 лютого 1892 р. Саме того дня ще нікому не відомий 28-літній випускник Петебурзького університету фізіолог рослин Д. І. Івановський доклав на засіданні Академії наук про свої спостереження над тютюновою мозаїкою. У тому ж році в бюлетені Академії наук була опублікована класична робота молодого вченого «Про дві хвороби тютюну», що з'явилася підсумком майже 5-літніх спостережень Д. І. Івановського, початих ще в студентські роки і проводилися в Україні, у Бессарабії і Криму
У чому полягала суть досліджень вченого? Він експериментально довів, що відома хвороба тютюну — тютюнова мозаїка — викликається деяким агентом, що легко проходить через так звані бактеріальні фільтри (дрібні сита, що затримують усі відомі бактерії). Такий звільнений від бактерій прозорий сік Д. І. Івановський вводив здоровим рослинам. Листи їх жовтіли, скручувалися, зрештою рослини гинул. Цей досвід з фільтруванням і зараженням можна було повторювати без кінця з тим же результатом.
Д. І. Івановський приблизно на чверть століття (величезний термін для науки) випередив час. Зараз нам навіть важко уявити собі ситуацію, у якій він знаходився. Будучи дилетантом серед мікробіологів, Д. І. Івановський не міг не рахуватися з визнаною тоді усіма «тріадою Коха», одним з постулатів якої було виділення чистої культури мікробів на штучних живильних середовищах описом їх будови під мікроскопом. Зробити це у відношенні вірусів, як ми тепер добре розуміємо, неможливо, а припустити, що є щось менше, ніж мікроби, у період тодішнього панування мікробіології здавалося блюзнірством чи неуцтвом. Але адже саме це стверджував Д.І. Івановський!
Для доказу своєї правоти вчений освоює всі мікробіологічні прийоми, що існували до того часу, і встановлює саме головне: по бажанню викликати захворювання і розмножувати (тобто по функціях) відкриті ним організми нагадують бактерії, але по будові (точніше, по розмірах) і властивостях (нездатність рости на штучних живильних середовищах) відрізняються від них. Тепер це ясно кожному старшокласнику, а тоді Д. І. Івановському потрібні були роки, щоб переконатися самому і довести усім свою правоту. Шлях, що він вибрав, дивує своєю логічністю. Спочатку треба було показати, що хвороба передається соком хворих рослин. Учений ставить безліч дослідів, що ми тепер назвали б експериментальним зараженням, і з безсумнівністю установлює факт саме такої передачі. Далі виникає питання про причину захворювання. Апріорно існують дві можливості — отруйна речовина чи мікроорганізм. Перше припущення спростовується досвідами по тривалому послідовному переносі хвороботворного початку від хворої рослини до здорової. Отруйна речовина в цьому випадку буде розводитися, і дія його зрештою повинна припинитися. Це, як довів Д. І. Івановський, насправді не відбувається, навпаки, спостерігається посилення ефекту. Виходить, - мікроорганізм. За існуючими тоді правилами він повинен був бути виділений, вирощений на штучному живильному середовищі, побачений і при введенні здоровим організмам викликати в них хворобу. Д. І. Івановський намагався все це проробити, і виявилося, що перший і останній етапи (виділення і зараження) чітко відтворюються, а проміжні (вирощування на штучних живильних і середовищах пряма мікроскопія) ніяк не вдаються. Щоб пояснити отримані парадоксальні результати, Д.І. Івановський допускає, що в його випадку причиною хвороби є дуже дрібний мікроб. У досвідах по ультрафільтрації він доводить, що знайдений ним агент дійсно проходить через фільтри, що затримують усі відомі бактерії. А далі починається дискусія з більш авторитетним ученим М. Бейєрінком на тему: що ж таке віруси — живе чи неживе, і зрештою М. Бейерінк визнає правоту Д. І. Івановського. Ця дискусія по принциповості і масштабності нагадує полеміку, яка відбувалася приблизно в той же час, творця теорії фагоцитозу великого І. І. Мечникова з не менш великим творцем теорії антитіл П. Ерліхом — суперечка, у якому обоє виявилися праві.
Відкриття Д. І. Івановського набагато випередило час і стало по-справжньому зрозуміло лише через багато років, але комплекс методів, використаних ним у роботі (ультрафільтрація, пасування на живих організмах, мікроскопія уражених тканин), відразу ж були покладені в основу дослідження дрібних організмів. Завдяки ним через 5 років (у 1897 р.) німецькі учені Леффлер і П. Фрош відкрили вірус ящура — перший вірус, який вражає тварин. Надалі виявлення нових вірусів відбувається все частіше.
За перші 25 років було відкрито 13 вірусів, які вражають людини, тварин, рослини і бактерії. Згадаємо, що тоді ще не існувало сучасних методів культивування і мікроскопії вірусів, тому всі ці відкриття робилися на основі принципів, розроблених основоположником вірусології Д. І. Івановським. Однак «золоте століття» вірусології почався після того, як ця молода наука відзначила свій 50-літній ювілей. До цього часу були розроблені основні прийоми роботи з вірусами і виросло перше покоління вірусологів. Відкриття нових вірусів стало майже ординарним явищем. Їх стали виявляти цілими групами.
Словом, за наступних 25 років було відкрито вже більш 1000 вірусів, з яких близько 500 відповідальні за захворювання людинІ. Тепер ні в кого не викликає сумнівів, що віруси є постійними супутниками всього живих: тварин, рослин, бактерій. Але повернемося до Д. І. Івановського. Результати
Таблиця 1. Хронологія відкриття перших вірусів
своїх спостережень він опублікував у російських і німецьких журналах, так що науковий світ того часу був з ними добре знайомий. Проте пріоритет Д.І. Івановського до цього часу обговорюється на Заході, де першовідкривачем вірусів звичайно називають відомого датського ботаніка М. Бейерінка, що у 1898 р., т. е. через 6 років після Д. І. Івановського, повторив його основні експерименти. Справедливості заради відзначимо, що М. Бейерінк назвав нові мікроорганізми «вірусами», що по-латині означає «отруту», тому що на відміну від Д. І. Івановського він помилково вважав, що віруси не живий початок, а отруйна речовина. Це назва, незважаючи на його спірність, прижилося в науці.
Розробка методів вивчення вірусів, відкриття нових представників цього невидимого світу, визначення діапазону їхнього хвороботворного впливу і перші спроби боротьби з ними — усе це стало основним змістом вірусології першої половини нашого сторіччя. Саме здатність вірусів викликати хвороби послужила спочатку головним стимулом для їх вивчення. Поступово були розроблені філігранні методи виділення, нагромадження, очищення й ідентифікації вірусів, завдяки чому вірусологія стало самостійною наукою з власним арсеналом об'єктів і методів дослідження. Зрештою з різних джерел було виділено так багато різних вірусів, що треба було їх класифікувати.
В основу першої класифікації був покладений розподіл вірусів по господарях, у яких вони паразитують, що цілком відповідало рівню знань того часу (віруси людини і тварин, віруси комах, віруси рослин і віруси бактерій).
З часів Д. І. Івановського було відомо, що віруси можуть жити і розмножуватися тільки в живих клітках, тому одним з найвидатніших подій у розвитку вірусології був створення в 40-х роках методу культури тканини.
Список використаної літератури
1. Енциклопедичний словник юного біолога. – ст.66.
2. Пяткін К.Д, Ю.С.Кривошиїн. Мікробіологія.

## Праці
- Избранные произведения, М., 1953.